# Яків Маркович
Яків Маркович — галицький боярин та двірський, вірний князям Данилу та Васильку Романовичам.
У 1243-1244 роках Яків був відісланий князями Данилом та Васильком разом з княжичем Левом Даниловичем у похід проти угорців та князя Ростислава Михайловича, який боровся за владу у Галицькому князівстві та розбив його військо у битві на річці Сечниці.
У ці ж роки Яків Маркович брав участь у війні Романовичів з Литвою та у битві під Ярославом 1245 року, в якій князі розбили польсько-угорське військо на чолі з Ростиславом Михайловичем. Надалі згадок про боярина у літописах немає.